# North Cinque Island
North Cinque Island är en ö i Indien.   Den ligger i unionsterritoriet Andamanerna och Nikobarerna, i den sydöstra delen av landet, 2 500 km sydost om huvudstaden New Delhi. Arean är 1,6 kvadratkilometer.
Terrängen på North Cinque Island är lite kuperad. Öns högsta punkt är 154 meter över havet. Den sträcker sig 2,7 kilometer i nord-sydlig riktning, och 1,3 kilometer i öst-västlig riktning.